# Fissidens mobukensis
Fissidens mobukensis är en bladmossart som beskrevs av Negri 1908. Fissidens mobukensis ingår i släktet fickmossor, och familjen Fissidentaceae. Inga underarter finns listade i Catalogue of Life.